# Pantophthalmus planiventris
Pantophthalmus planiventris är en tvåvingeart som först beskrevs av Christian Rudolph Wilhelm Wiedemann 1821.  Pantophthalmus planiventris ingår i släktet Pantophthalmus och familjen Pantophthalmidae. Inga underarter finns listade i Catalogue of Life.